# Бекеліт
Бекеліт — мінерал кальцію і церію.
Формула: (Ce, Ca)5(SiO4)3(OH, F). Блиск восковий. Твердість:5. Назва, дана в 1904 році Ю. Морозевичем. Утворює жовто-коричневі кристали, знайдені у маріуполіті з Азовського моря, Україна. Названо на честь австрійського мінералога і петрографа Фрідріха Беке (1855—1931).
Синонім: Britholite-(Ce)
Спочатку описано з Маріупольського (Жовтневого) масиву, регіон Азовського моря, Донецька область, Україна. Описується як «восково-жовті, октаедричні або ромбічні дванадцятигранні кристали, що нагадують пірохлор за зовнішнім виглядом і фізичними ознаками» Embrey and Fuller (1980).

## Інтернет-ресурси
- mindat.org